# Théodore Barrière
Pour les articles homonymes, voir Barrière.
Théodore Barrière, né le 16 avril 1821 à Paris et mort le 16 octobre 1877 à Paris 9e, est un dramaturge français.

## Biographie
Dans sa jeunesse, Barrière habitait un hôtel du Quartier latin réunissant tous les jeunes de l’époque, Édouard Plouvier, Théodore de Banville, Jean Duboys, Bataille et Henry Murger. Avant d’écrire pour le théâtre, il a été graveur-géographe au ministère de la Guerre à la commission mixte des travaux publics réunissant officiers du génie et ingénieurs civils, pendant dix ans. Tenté par le démon de la scène, il a composé, en dérobant quelques heures à son travail de bureau, Rosière et Nourrice, une petite comédie d’abord donnée au théâtre Beaumarchais et ensuite passée au répertoire du théâtre du Palais-Royal. Encouragé par ce succès, il a suivi sa vocation et a donné au théâtre, seul ou en collaboration, un grand nombre de drames et de vaudevilles, dont plusieurs ont obtenu un grand succès.
Avec pour principaux collaborateurs Henry Murger, Victorien Sardou, Ernest Capendu, Lambert-Thiboust, il n’a pas tardé pas à devenir un véritable « chef de collaboration », dans la mesure où toutes les pièces où il a eu des associés portent son cachet, affirment son individualité. Malgré la vingtaine de collaborateurs qu’il a eu, il est reconnaissable à des signes infaillibles dans tout ce qu’il a signé. Il avait une griffe particulière, une manière à lui qui défiait la contrefaçon, l’imitation. Il n’y avait pas d’erreur possible.
Il a eu part à la Vie de Bohême tiré du livre d’Henry Murger, jouée en 1848, au théâtre des Variétés, avec grand succès. Au nombre des autres grands succès qu’il a obtenus, les Filles de Marbre, espèce de contrepartie opposée à la Dame aux Camélias, œuvre peu commune satire hardie et sanglante de la galanterie à la mode, pleine d’esprit et de verve, dramatique au plus haut point, et les Faux Bonshommes, où a paru le fameux personnage Dégenais, qui se retrouve dans les Parisiens, autre satire assez vive des mœurs de l’époque, et qui incarne peut-être l’auteur même. L’effet de cette dernière comédie, qui a fait sensation, a été immense. Tous les personnages de cette pièce, qu’on peut regarder comme un véritable événement littéraire sont devenus populaires. Les Faux Bonshommes ont été joués deux cents fois, repris au Vaudeville, repris au Gymnase, et toujours avec le même succès.
Barrière a excellé dans tous les genres qu’il a abordés, et il les a abordés presque tous. Après la comédie, le drame : l’Ange de Minuit, à l’Ambigu et l’Outrage, à la Porte-Saint-Martin, en collaboration avec Édouard Plouvier. Au Théâtre-Français, il a donné une comédie en un acte, le Feu au Couvent. Une autre pièce à succès est sa Cendrillon, jouée au Gymnase ; l’Héritage de M. Plumet, au Vaudeville ; les Jocrisses de l’Amour, au Palais-Royal, sont au nombre de ses meilleurs titres littéraires.
Barrière était célèbre pour ses mots incisifs, ses réponses nettement frappées, ses traits d’esprit marquant un homme ou une chose. Quantité de ces mots ont été cités. Vers 1860, il a eu avec Charles Monselet un duel qui a fait dans Paris un bruit énorme. La police surveillant le bois de Meudon, où devait se produire le duel, les deux rivaux se sont rendus en fiacre à Nogent. L’épée de Barrière ayant glissé sur la garde de l’épée et blessé Monselet au petit doigt d’une façon assez grave, on a craint pendant plusieurs jours le tétanos, mais ce qui avait le plus frappé Barrière dans cette rencontre, c’étaient les bretelles du plus beau rouge arborées par Monselet : « Ces bretelles, dit-il, m’agaçaient terriblement. J’ai compris en ce moment la sensation éprouvée par le taureau devant une couleur rouge. Elles auraient pu me faire tuer ce brave Monselet. »
Il est peut-être, avec Sardou, Dumas et Augier, l’auteur qui a obtenu le plus de succès depuis vingt ans. Menacé dans ses derniers temps de perdre la vue, il ne voyait presque plus d’un œil, l’autre s’affaiblissant de plus en plus. Le docteur Magne, consulté par l'écrivain, était d’avis que l’opération ne pouvait être tentée que lorsque le mal aurait atteint son maximum de gravité. — Si ce n’est que cela, dit Barrière, j’ai un moyen. Et avec énergie, il a passé les nuits à écrire, n’y voyant presque plus, la Centième d’Hamlet, drame en répétition au Théâtre-Historique, au moment de sa mort.
Il est mort au lendemain d’un succès au Palais-Royal, avec les Demoiselles de Montfermeil. Ayant pris froid en causant dans un courant d’air, à la gare du Nord, avec l’agent général Peragallo, il a succombé, dix jours plus tard, aux suites d’une fluxion de poitrine, et repose au cimetière du Père-Lachaise.

## Jugements
« en dépit des panégyristes après décès, pour la majeure partie de ceux qui l’ont approché, l’auteur des Parisiens demeurera un monsieur brun de peau, de poil et de caractère ; boutonné dans ses rapports avec autrui comme dans sa redingote à la militaire ; cassant de formes comme d’allures ; nerveux, pointu, grinchu, bourru, à l’instar d’un adjudant-major de cavalerie de corvée au quartier ; s’isolant volontiers de l’humanité pour en médire, en face d’un verre d’absinthe, dans un café des Ternes ou du boulevard Beaumarchais, et mordant, à tout bout de champ, sa moustache en saule pleureur… »

## Théâtre

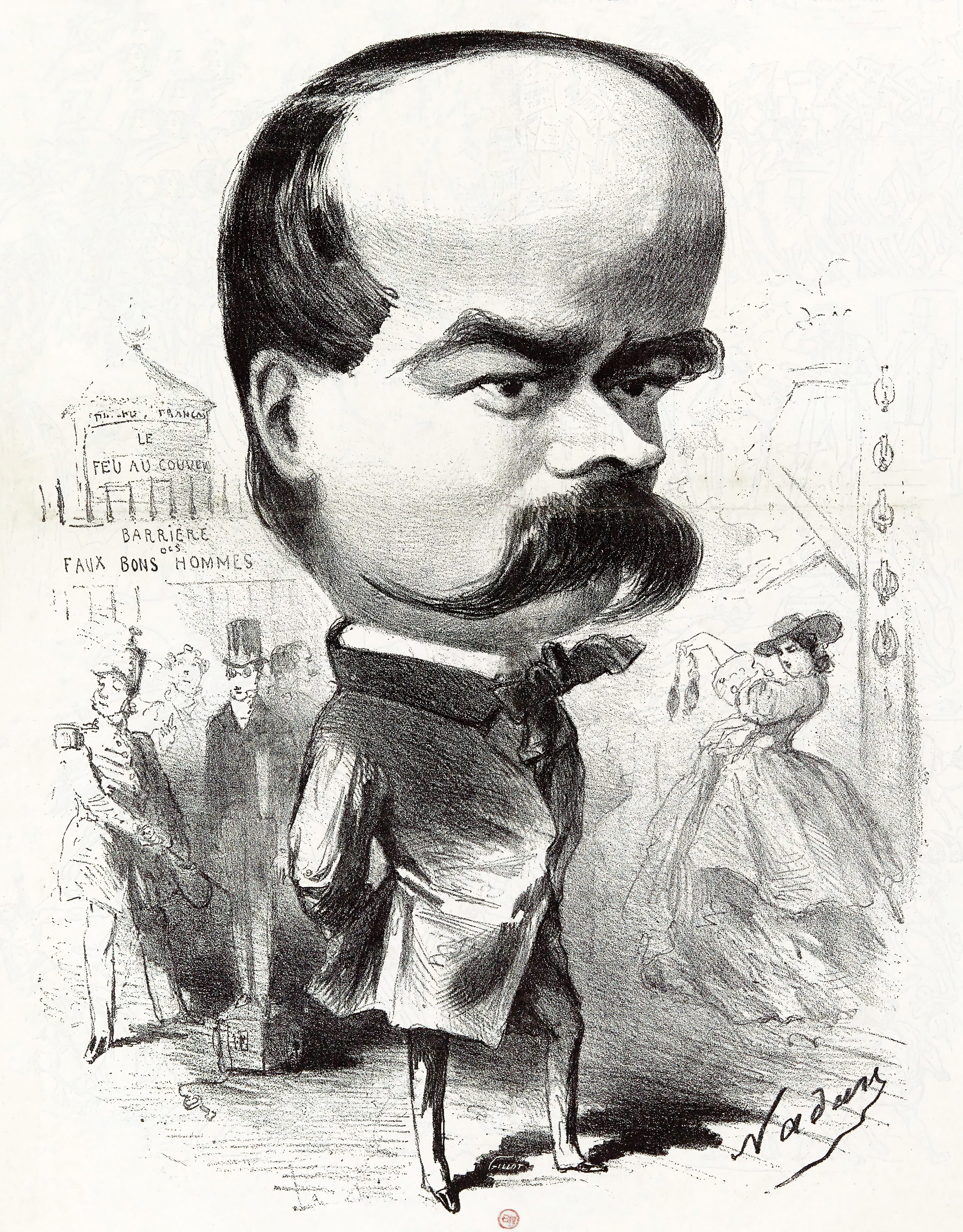
Caricature de Nadar et Darjou dans le nº 330 du Journal amusant, 26 4 1862.

- Jeanne de Naples, ou la Reine fantôme, épisode de l’histoire de Naples, 1348, en 1 acte mêlé de chants, avec Adolphe Poujol, Paris, Gymnase des Enfants, 22 octobre 1842.
- Rosière et nourrice, comédie-vaudeville en un acte, avec Clairville, Paris, théâtre Beaumarchais, 20 novembre 1842.
- Les Trois femmes, comédie en 1 acte, avec Maurice Saint-Aguet, Paris, théâtre de l’Odéon, 13 avril 1844.
- Le Seigneur des broussailles, comédie en 3 actes et en prose, avec Georges Duval, Paris, théâtre de l’Odéon, 28 mars 1845.
- Les Charpentiers, drame en 4 actes et 5 tableaux, Paris, théâtre Beaumarchais, 25 septembre 1847.
- Les Chroniques bretonnes, pièce fantastique en 1 acte, avec Clairville et Paul Faulquemont, Paris, théâtre des Variétés, 28 novembre 1847.
- Un vilain Monsieur, vaudeville en 1 acte, avec Adrien Decourcelle, Paris, théâtre des Variétés, 14 novembre 1848.
- Les Douze Travaux d’Hercule, comédie en 2 actes mêlée de chant, avec Adrien Decourcelle, Paris, théâtre des Variétés, 23 novembre 1848.
- La Petite cousine, comédie-vaudeville en 1 acte, avec Adrien Decourcelle, Paris, théâtre des Variétés, 7 janvier 1849.
- Un duel chez Ninon, comédie-vaudeville en 1 acte, avec Michel Carré, Paris, théâtre du Gymnase-Dramatique, 20 mai 1849.
- La Vie de bohème, pièce en 5 actes, mêlée de chants, avec Henry Murger, Paris, théâtre des Variétés, le 22 novembre 1849.
- Laurence, drame en 2 actes, avec Michel Carré et Jules Barbier, Paris, théâtre du Gymnase-Dramatique, 17 janvier 1850.
- Les Métamorphoses de Jeannette, vaudeville en 1 acte, avec Auguste Supersac, Paris, théâtre des Variétés, 20 janvier 1850.
- Quand on attend sa belle, vaudeville en 1 acte, avec Jean-François-Alfred Bayard, Paris, théâtre Montansier, 29 septembre 1850.
- La Plus Belle Nuit de la vie, vaudeville en 1 acte, avec Michel Carré, Paris, théâtre Montansier, 12 octobre 1850.
- Un monsieur qui suit les femmes, comédie-vaudeville en 2 actes, avec Adrien Decourcelle, Paris, théâtre Montansier, 18 novembre 1850.
- L’Enseignement mutuel, vaudeville en 1 acte, avec Adrien Decourcelle, Paris, théâtre Montansier, 20 janvier 1851.
- Midi à quatorze heures, comédie-vaudeville en 1 acte, Paris, théâtre du Gymnase-Dramatique, 9 avril 1851.
- English exhibition, comédie-vaudeville en 2 actes, avec Eugène Grangé et Adrien Decourcelle, Paris, théâtre Montansier, 12 juillet 1851.
- Un roi de la mode, comédie en 3 actes, mêlée de couplets, avec Adrien Decourcelle et Jules Barbier, Paris, théâtre des Variétés, 25 septembre 1851.
- Tambour battant, comédie-vaudeville en 1 acte, avec Adrien Decourcelle, Paris, théâtre Montansier, 30 octobre 1851.
- Le Piano de Berthe, comédie mêlée de chant, en 1 acte, avec Jules Lorin, Paris, théâtre du Gymnase, 20 mars 1852.
- Une petite fille de la Grande Armée, comédie-vaudeville en 2 actes, avec Victor Perrot, Paris, théâtre du Gymnase, 8 mai 1852.
- Une vengeance, comédie-vaudeville en 1 acte, avec Adrien Decourcelle, Paris, théâtre des Variétés, 12 mai 1852.
- Les Femmes de Gavarni, scènes de la vie parisienne, 3 actes et 1 mascarade, mêlés de couplets, avec Adrien Decourcelle et Léon Beauvallet, Paris, théâtre des Variétés, 3 juin 1852.
- La Tête de Martin, comédie en 1 acte, mêlée de couplets, avec Eugène Grangé et Adrien Decourcelle, Paris, théâtre du Palais-Royal, 22 juillet 1852.
- La Boisière, drame en 5 actes, avec Adolphe Jaime, Paris, théâtre de la Gaîté, 2 mars 1853.
- Une femme dans ma fontaine, vaudeville en 1 acte, avec Lambert-Thiboust, Paris, théâtre du Palais-Royal, 12 avril 1853.
- Quand on veut tuer son chien, proverbe en 1 acte, avec Jules Lorin, Paris, théâtre du Vaudeville, 30 avril 1853.
- Manon Lescaut, drame en 5 actes, mêlé de chant, avec Marc Fournier, Paris, théâtre de la Porte-Saint-Martin, 15 mai 1853.
- Les Filles de marbre, drame en 5 actes, mêlé de chant, avec Lambert Thiboust, Paris, théâtre du Vaudeville, 17 mai 1853.
- Le Lys dans la vallée, drame en 5 actes, en prose, d’après Honoré de Balzac, avec Arthur de Beauplan, Paris, Théâtre-Français, 14 juin 1853.
- L’Âne mort, drame en 5 actes, avec un prologue et un épilogue, avec Adolphe Jaime, Paris, théâtre de la Gaîté, 18 juin 1853.
- La Vie d’une comédienne, drame en 5 actes et 8 tableaux, avec Anicet-Bourgeois, Paris, théâtre de la Porte-Saint-Martin, 22 mars 1854.
- La Vie en rose, pièce en 5 actes, mêlée de chant, avec Henry de Kock, Paris, théâtre du Vaudeville, 1er avril 1854.
- Les Bâtons dans les roues, vaudeville en 1 acte, Paris, théâtre du Palais-Royal, 2 octobre 1854.
- Mosieur mon fils, comédie-vaudeville en 2 actes, avec Adrien Decourcelle, Paris, théâtre des Variétés, 22 décembre 1854.
- Les Parisiens, pièce en 3 actes, Paris, théâtre du Vaudeville, 28 décembre 1854.
- L’Histoire de Paris, 3 actes et 14 tableaux, dont 1 prologue, avec Henry de Kock, Paris, théâtre du Cirque Impérial, 11 août 1855.
- Les Grands Siècles, pièce en trois actes et seize tableaux, avec Henry de Kock, Paris, théâtre impérial du Cirque, 29 septembre 1855.
- Les Infidèles, comédie en 1 acte, avec Anicet Bourgeois, Paris, théâtre du Vaudeville, 20 février 1856.
- Les Toilettes tapageuses, comédie en 1 acte, mêlée de couplets, avec Dumanoir, Paris, théâtre du Gymnase, 4 octobre 1856.
- Les Faux Bonshommes, comédie en 4 actes, avec Ernest Capendu, Paris, théâtre du Vaudeville, 11 novembre 1856.
- Le Château des Ambrières, drame en 5 actes et 10 tableaux, avec Paul Taillade, Paris, théâtre impérial du Cirque, 22 décembre 1856.
- Mon ami l’habit vert, vaudeville en 1 acte, avec Charles Cabot, Paris, théâtre de la Gaîté, 26 avril 1857.
- Les Bourgeois gentilshommes, comédie en 3 actes, en prose, avec Dumanoir, Paris, théâtre du Gymnase, 13 juin 1857.
- Les Fausses Bonnes Femmes, comédie en 5 actes, en prose, avec Ernest Capendu, Paris, théâtre du Vaudeville, 8 janvier 1858.
- Le Papa du prix d’honneur, comédie-vaudeville en 4 actes, avec Eugène Labiche, Paris, théâtre du Palais-Royal, 6 février 1858.
- L’Héritage de monsieur Plumet, comédie en 4 actes, avec Ernest Capendu, Paris, théâtre du Gymnase, 17 mai 1858.
- Cendrillon, comédie en 5 actes, Paris, théâtre du Gymnase, 23 décembre 1858.
- L’Outrage, drame en 5 actes, avec Édouard Plouvier, Paris, théâtre de la Porte-Saint-Martin, 25 février 1859.
- Les Gens nerveux, comédie en 3 actes, avec Victorien Sardou, Paris, théâtre du Palais-Royal, 4 novembre 1859.
- Le Feu au couvent, comédie en 1 acte, en prose, Paris, Théâtre-Français, 13 mars 1860.
- Une pécheresse, drame en 5 actes, avec Adèle Regnauld de Prebois (d) , Paris, théâtre de la Gaîté, 25 mai 1860.
- La Maison du Pont Notre-Dame, drame en 5 actes et 6 tableaux, avec Henry de Kock, Paris, théâtre de l’Ambigu-Comique, 22 septembre 1860.
- L’Ange de minuit, drame en 6 actes, avec Édouard Plouvier, Paris, théâtre de l’Ambigu-Comique, 5 mars 1861.
- Une corneille qui abat des noix, comédie en 3 actes, avec Lambert-Thiboust, Paris, théâtre du Palais-Royal, 8 octobre 1862.
- Le Bout de l’an de l’amour, causerie à deux, Paris, théâtre du Gymnase, 26 mars 1863.
- Le Jardinier et son seigneur, opéra-comique en 1 acte, musique de Léo Delibes, Paris, Théâtre-Lyrique, 1er mai 1863.
- Le Démon du jeu, comédie en 5 actes, avec Henri Crisafulli, Paris, théâtre du Gymnase, 16 juillet 1863.
- L’Infortunée Caroline, comédie en 3 actes, mêlée de couplets, avec Lambert-Thiboust, Paris, théâtre des Variétés, 21 décembre 1863.
- Aux crochets d’un gendre, comédie en 4 actes, avec Lambert-Thiboust, Paris, théâtre du Vaudeville, 8 avril 1864.
- Un ménage en ville, comédie en 3 actes, Paris, théâtre du Gymnase, 17 octobre 1864.
- Les Jocrisses de l’amour, comédie en 3 actes, avec Lambert-Thiboust, Paris, théâtre du Palais-Royal, 31 janvier 1865.
- Les Enfants de la louve, drame en 5 actes et 1 prologue, avec Victor Séjour, Paris, théâtre de la Gaîté, 15 avril 1865.
- Le Ménétrier de Saint-Waast, mélodrame en 5 actes et 7 tableaux, avec Édouard Plouvier, Paris, théâtre Beaumarchais, 17 avril 1865.
- Le Chic, comédie en 3 actes, avec Lambert-Thiboust, Paris, théâtre du Palais-Royal, 10 mars 1866.
- Les Brebis galeuses, comédie en 4 actes, Paris, théâtre du Vaudeville, 27 février 1867.
- Le Roman d’une honnête femme, comédie en 3 actes, avec Adèle Regnaud de Prébois, Paris, théâtre du Gymnase, 4 novembre 1867.
- Le Crime de Faverne, drame en 5 actes, avec Léon Beauvallet, Paris, théâtre de l’Ambigu, 6 février 1868.
- Paris ventre à terre, comédie-fantaisiste en 3 actes, avec Léopold Stapleaux, Paris, théâtre du Palais-Royal, 18 septembre 1868.
- Le Sacrilège, drame en 5 actes, 8 tableaux, avec Léon Beauvallet, Paris, théâtre de l’Ambigu-Comique, 23 octobre 1868.
- Théodoros, drame en 5 actes, 14 tableaux, Paris, théâtre du Châtelet, 21 décembre 1868.
- Malheur aux vaincus, pièce en 4 actes, Paris, Les Menus-Plaisirs, 24 février 1870.
- Les Bêtises du cœur, comédie en 3 actes, Paris, théâtre du Palais-Royal, 9 septembre 1871.
- La Boîte de Pandore, opéra-bouffe en 3 actes, musique de Henry Litolff, Paris, théâtre des Folies-Dramatiques, 17 octobre 1871.
- La Comtesse de Somerive, pièce en 4 actes, avec la baronne de Prébois, Paris, théâtre du Gymnase, 20 avril 1872.
- Dianah, comédie en 2 actes, Paris, théâtre du Vaudeville, 6 juin 1873.
- Un Monsieur qui attend des témoins, comédie en 1 acte, Paris, théâtre du Vaudeville, 10 juin 1873.
- Le Gascon, drame en 5 actes et 9 tableaux, avec Louis Poupart-Davyl, Paris, théâtre de la Gaîté, 1er septembre 1873.
- Le Chemin de Damas, pièce en 3 actes, Paris, théâtre du Vaudeville, 19 novembre 1874.
- Les Scandales d’hier, comédie en 3 actes, Paris, théâtre du Vaudeville, 15 novembre 1875.
- Les Demoiselles de Montfermeil, comédie en 3 actes, avec Victor Bernard, Paris, théâtre du Palais-Royal, 29 septembre 1877.
- Tête de linotte, comédie en 3 actes, avec Edmond Gondinet, Paris, théâtre du Vaudeville, 11 septembre 1882.

## Adaptations cinématographiques
- Le Feu au couvent en 1911 par Gaston Benoît et Georges Monca, avec Georges Tréville, Catherine Fonteney, Roger Monteaux et Armand Lurville.